# إميري د. بوتير
إميري د. بوتير (بالإنجليزية: Emery D. Potter)‏ هو قاضي ومحامي وسياسي أمريكي، ولد في 7 أكتوبر 1804 ببروفيدنس في الولايات المتحدة، وتوفي في 12 فبراير 1896 بتوليدو في الولايات المتحدة. حزبياً، نشط في الحزب الديمقراطي. وقد انتخب عضو مجلس نواب أوهايو وانتخب عضو مجلس النواب الأمريكي.